# 제이더스카이

## 데뷔와 활동
Jay the sky (제이더스카이)는 프로듀서및 피아니스트로 활동하다 자신의 첫 솔로 싱글 앨범 '파도타자'를 발매하고 , 이어 '눈을 감으면'으로 본격적인 활동을 시작하였다.
이후 어쿠스틱 가든, Mr. Planet이라는 프로젝트 앨범등을 발매하였고 어쿠스틱 가든의 프로젝트 앨범 타이틀 곡 'Only you'로 K-Pop 차트 실시간 16위를 기록하였다.
제이더스카이는 영어권 나라에서 성장, 일본에서도 프로듀서및 라디오 진행자등 다양한 장르에서 활동하였다- 참조- 'TV 데일리'.

## 앨범
| 2015 7월  | '파도타자' 싱글 'Riding Waves'                    |
| 2015 8월  | '눈을 감으면' 싱글 'When I close my eyes'         |
| 2015 11월 | 'Rusted Faith' 정규                               |
| 2016 3월  | '없다는 Girl' 싱글 'She's no more'                |
| 2016 4월  | '웨딩' 싱글 'The Wedding'                         |
| 2016 5월  | 'Only you' 싱글                                   |
| 2017 8월  | 'Beautiful ' 미스터플레닛 프로젝트EP 'Mr. Planet' |

## 수상
| 2017 7월 | 대한민국 문화예술대상 방송문화발전부문대상 | 2017 7 | ●South Korean Entertainment Best award // |